# Zosino (rejon wilejski)
Zosino (biał. Зосіна; ros. Зосино) – wieś na Białorusi, w obwodzie mińskim, w rejonie wilejskim, w sielsowiecie Dołhinów.

## Historia
W czasach zaborów w granicach Imperium Rosyjskiego.
W latach 1921–1945 folwark i zaścianek Zosino leżał w Polsce, w województwie nowogródzkim (od 1926 w województwie wileńskim), w powiecie duniłowickim (od 1926 w powiecie wilejskim), w gminie Budsław.
Według Powszechnego Spisu Ludności z 1921 roku zamieszkiwało folwark 21 osób, 13 było wyznania rzymskokatolickiego, 8 prawosławnego. Jednocześnie 15 mieszkańców zadeklarowało polską przynależność narodową, a 6 białoruską. Było tu 5 budynków mieszkalnych. Wykaz z 1938 wymienia folwark i zaścianek. Zgodnie z Wykazem w 1931 zaścianek zamieszkiwały 3 osoby w 1 domu, a folwark 37 osób w 4 domach.
Miejscowość należała do parafii rzymskokatolickiej w Budsławiu i prawosławnej w Dołhinowie. Podlegała pod Sąd Grodzki w Krzywiczach i Okręgowy w Wilnie; właściwy urząd pocztowy mieścił się w Budsławiu.